# Banco Coca
El Banco Coca tiene su origen en la casa de banca fundada por Julián Coca Gascón natural de Miranda del Castañar en Guijuelo en 1893, pero se trasladó a Salamanca en 1924. En 1935 contaba con unos recursos propios de cinco millones de pesetas, y gracias a los recursos ajenos alcanzaba una inversión en créditos y títulos de 15 millones. La casa de banca se transformó en sociedad anónima en 1934, con el nombre Julián Coca Gascón, S.A., simplificado en 1941 a Banco Coca, S.A. El crecimiento de esta entidad, en recursos propios y ajenos, fue especialmente vertiginoso en la primera mitad de la década de 1950. En 1952 el Coca era el vigésimo noveno banco español por recursos propios, pero en 1971 se había convertido en el décimo octavo, y en 1975 comenzó a cotizar en bolsa.
De todas formas, permaneció bajo el control familiar hasta el final de su trayectoria. Hasta 1955 la entidad estuvo presidida por Julián Coca Gascón, y cuatro de sus hijos formaban parte del Consejo de Administración. Uno de ellos, Ignacio Coca García sucedió al padre al frente del banco, cargo que mantuvo hasta su absorción por el Banco Español de Crédito en 1978. Ese año Ignacio Coca controlaba casi un 84% del capital social. El fin de la entidad se enmarcó en la crisis que sufrió la banca española entre 1977 y 1985, y la absorción por Banesto fue muy problemática, puesto que en la administración de la entidad salmantina habían abundado las irregularidades, al menos en los últimos tiempos. Las relaciones de Ignacio Coca con el Español de Crédito, en un principio cordiales (durante un tiempo fue vicepresidente), se enturbiaron al salir a la luz los numerosos problemas, lo que llevó finalmente a Coca al suicidio, en 1986.